# Сан-Себастьяно-аль-Палатино
Сан-Себаст'яно-аль-Палатино (італ. San Sebastiano al Palatino) — невеличка старовинна римська церква, що знаходиться неподалік від Колізею на віа ді Сан-Бонавентура і одночасно є кардинальським дияконством. Вона є одним з улюблених місць вінчань для римлян.

## Історія
У Х столітті церква носила назву Санта-Марія ін Піллара та була збудована на штучно вирівняному майданчику, який призначався для запланованого імператором Еліогабалом храму бога Сонця Всепереможного. Через те, що церква занепала вона була сильно перебудована у понтифікат Урбана VIII між 1626 та 1631 рр. Луїджі Аррігуччі, який залишив тільки стару апсиду.

Інтер'єр церкви був розписаний фресками з життя св. Себаст'яна та на євангельські мотиви, які були втрачені, окрім фрагментів у апсиді.

## Дияконство
Дияконство було створено папою Павлом VI у 1973. Кардинал-диякон з титулом церкви Сан-Себаст'яно-аль-Палатино з 18 лютого 2012 року кардинал Римської Курії, Магістр ордену Єрусалимського Ордену Святого Гробу Господнього Ервін Фрідерік Обраєн, .

### Кардинали-диякони
- Фердинандо Джузеппе Антонеллі O.F.M. (1973—1983), титул pro illa vice (1983—1993)
- Ів Конґар О. Р. (1994—1995)
- Діно Мондуцці (1998—2006)
- Джон Патрік Фолі (2007—2011)
- Едвін Фредерік О'Браєн (2012 -